# و فردا تمام جهان
و فردا تمام جهان (آلمانی: Und morgen die ganze Welt) یک فیلم درام به کارگردانی جولیا فون‌هاینز است. این فیلم برای رقابت در بخش اصلی هفتاد و هفتمین دوره جشنواره بین‌المللی فیلم ونیز انتخاب شد.